# 湯檜曾站
湯檜曾站（日语：／ Yubiso eki */?）是位於群馬縣利根郡水上町湯檜曾18番2號，東日本旅客鐵道（JR東日本）的上越線車站。

## 歷史
- 1931年（昭和6年）9月1日：上越線水上站至越後湯澤站之間開通，此站啟用。當時車站位於現時北邊的高地，在第2湯檜曾隧道和第3湯檜曾隧道之間（現時上行線展線入口前）。
- 1949年（昭和24年）12月20日：於現時車站大樓附近新設大穴臨時乘降場。只於冬季（滑雪季節）營業，於12月20日至3月10日營業。
- 1963年（昭和38年）
  - 3月10日：隨著進行上越線雙線化工程，車站遷移，大穴臨時乘降場在冬季完結後結業。
  - 12月5日：於車站大樓附近新設新湯檜曾號誌站。
- 1967年（昭和42年）
  - 7月：舊車站大樓竣工。
  - 9月28日：新清水隧道開通，此站至土樽之間成為雙線鐵路。同時車站遷移至現地，在隧道內的下行月台開始使用。舊站變為北湯檜曾號誌站。
- 1984年（昭和59年）11月8日：北湯檜曾號誌站廢止。
- 1985年（昭和60年）3月14日：成為無人車站。後來，車站業務仍然繼續（特別檢票）。
- 1987年（昭和62年）4月1日：伴隨國鐵分割民營化，車站由東日本旅客鐵道（JR東日本）營運。
- 1998年（平成10年）8月29日：在暴雨下發生山泥傾瀉，上行線內受損。在修復工程的約1個月期間，水上至土樽之間只使用下行線，以單線方式運行。
- 2003年（平成15年）12月1日：正式成為無人車站。
- 2009年（平成21年）10月：舊車站大樓拆毀。
- 2010年（平成22年）1月：新車站大樓開始使用。

## 車站構造
此站是地面車站，月台分為上行線和下行線兩處。下行月台位於新清水隧道內。上行月台是位於車站大樓側，並高於車站大樓一層，建設路堤上。上下行月台均為1面1線的單式月台，共有2面2線的月台。車站大樓內設有樓梯連接上行月台。上行月台北邊為展線。下行月台位於隧道內，並設有行人隧道（斜道）連接車站大樓。
此站是由水上站管理的無人車站。舊車站大樓在2009年10月拆毀，現時的車站大樓是一座清水混凝土的建築物。舊車站大樓是以山小屋湯雪場為外觀主題。當時車站大樓內的天井設有枝形吊燈風的螢光燈照明，並設有車站大堂、投幣式儲物櫃、售票櫃臺、小型行李櫃臺和候車室。在車站成為無人車站後，候車室同時封閉。
在1967年車站遷移前，舊站位於展線入口前，車站是建在斜坡上，站前廣場也是斜坡上，車站大樓與月台之間設有長樓梯連接。當時車站設有1面2線的月台，可進行列車交會。現時遺址可看見架空電纜柱比較寬，樓梯變成為維護路軌作業用的通道。

### 月台
| 月台     | 路線    | 上下行 | 方向                 |
| -------- | ------- | ------ | -------------------- |
| 地面月台 | ■上越線 | 上行   | 水上、高崎、上野方向 |
| 地底月台 | ■上越線 | 下行   | 土合、湯澤、長岡方向 |

參考
※在資訊上沒有編定月台編號。

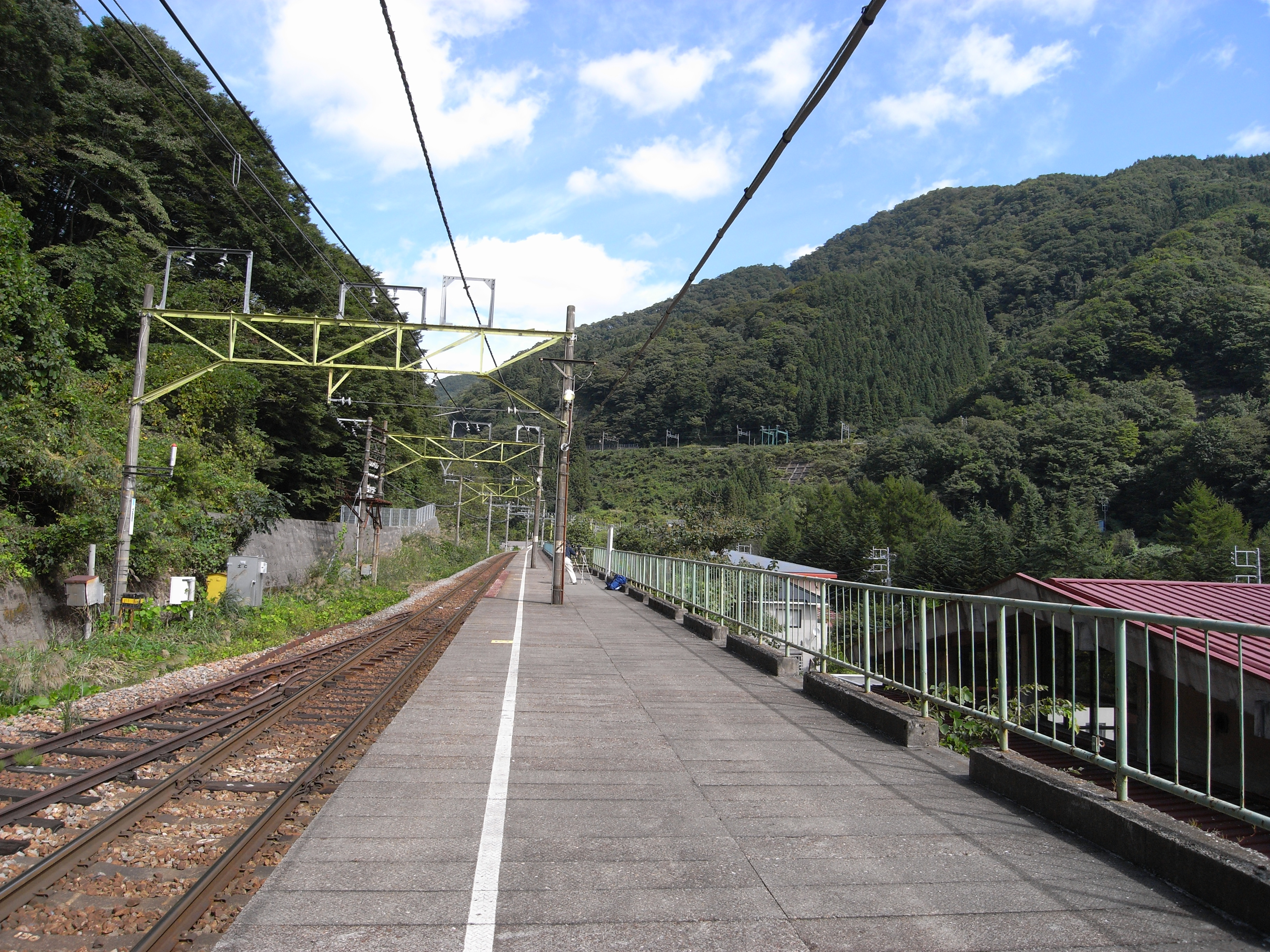
上行地面月台。背後的山坡上設有架空電纜柱（2007年9月）
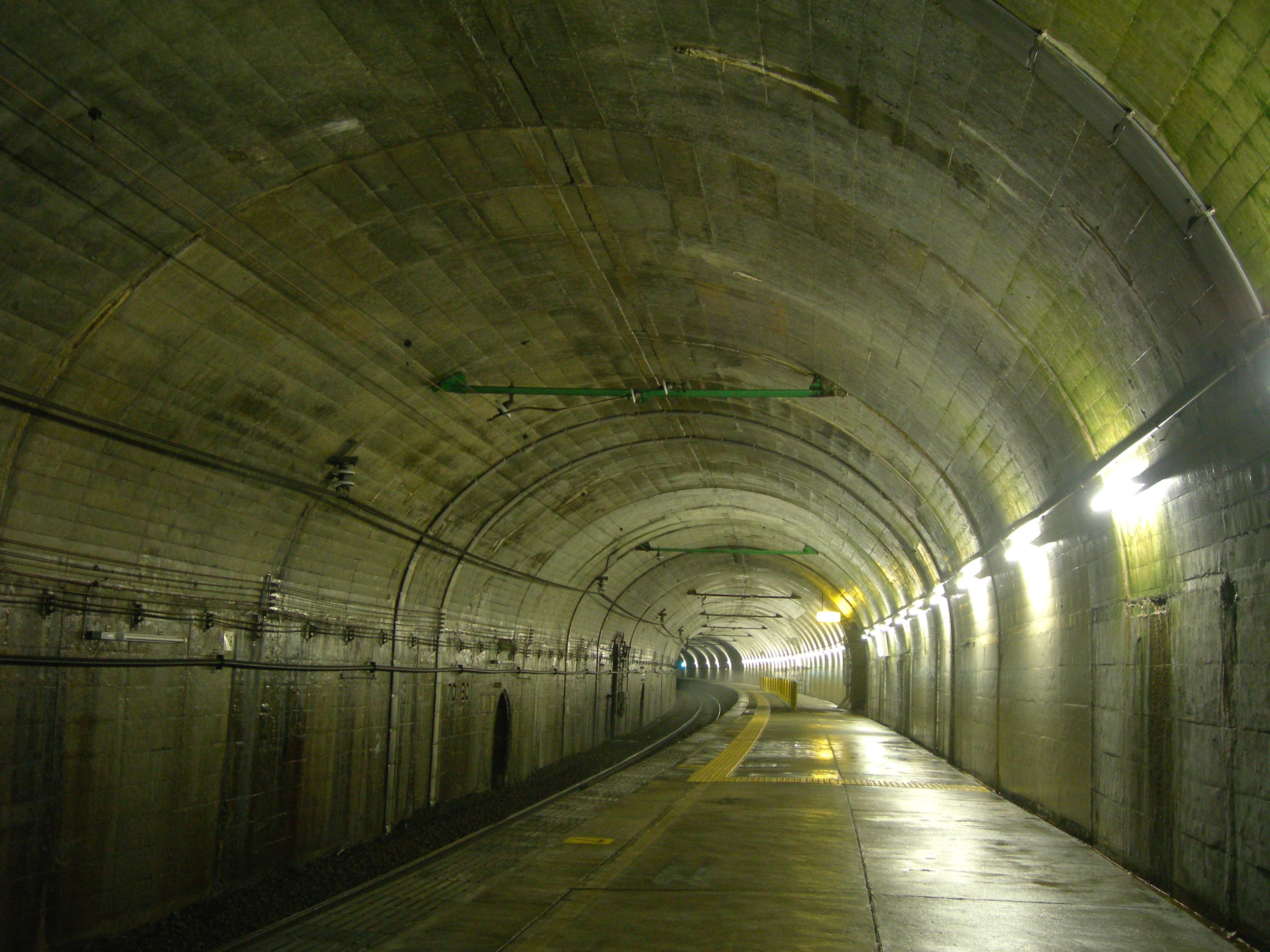
下行地底月台（2010年7月）
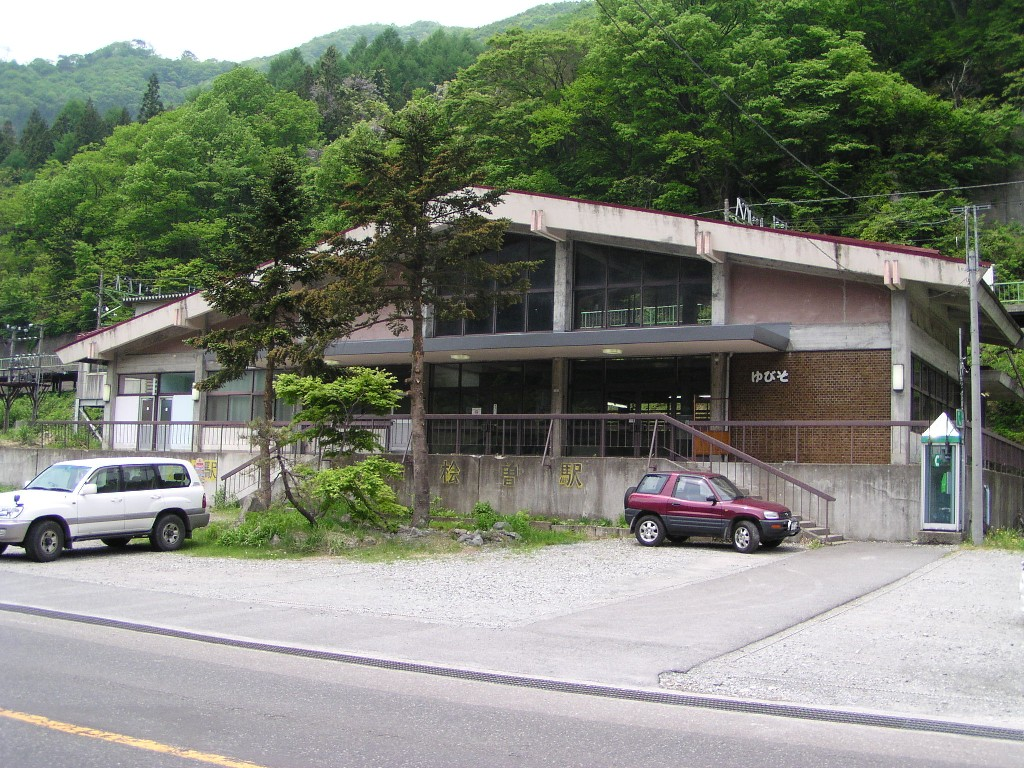
舊車站大樓（2005年5月）

## 使用狀況
以下為1日平均乘車人次：
| 年度   | 一日平均 乘車人次 |
| ------ | ----------------- |
| 1986年 | 133               |
| 2000年 | 25                |
| 2001年 | 24                |
| 2002年 | 27                |
| 2003年 | 22                |
| 2004年 | 21                |
| 2005年 | 17                |
| 2006年 | 18                |
| 2007年 | 17                |
| 2008年 | 19                |
| 2009年 | 18                |
| 2010年 | 20                |
| 2011年 | 21                |
| 2012年 | 27                |

- 在1976年10月定期列車中，上行和下行各有1班急行列車和8班普通列車。
- 截至2018年定期列車中，上行和下行各有5班普通列車。

## 車站周邊
站前設有郵局和企業保養設施等少量建築物。在國道291號沿利根川支流湯檜曾川向上遊（北方）前進可到達湯檜曾溫泉的溫泉街。
- 湯檜曾郵局（日语：湯檜曽郵便局） - 鄰接此站。
- 湯檜曾溫泉（水上溫泉鄉（日语：水上温泉郷）） - 從此站步行數分鐘便到達溫泉街。在國道上設有足湯。
- 與謝野鐵幹歌碑
- 大穴滑雪場（日语：大穴スキー場）
- 國道291號（日语：国道291号）
- 關越交通（日语：関越交通）「湯檜曾站前」巴士站

## 相鄰車站
東日本旅客鐵道（JR東日本）
■上越線
水上－湯檜曾－土合

## 注腳
1. ↑  JR東日本:駅構内図（日語）
2. ↑  群馬縣統計年鑑

## 外部連結
- 車站資訊（湯檜曾）：東日本旅客鐵道